# Ana Figuera
Ana Figuera Ortega (Madrid, 10 de maig de 1941-Barcelona, 3 d’octubre del 2000) fou una activista social i cultural, i treballà en defensa de les dones, al districte de Sant Martí de Provençals de la ciutat de Barcelona.
Amb el seu impuls es va crear al 1985, des del Centre Cívic Sant Martí, el grup «La Tela de Penélope», un centre de trobada per a les dones destinat a promoure activitats més enllà de l’entorn domèstic en què s'havien vist recloses per la societat patriarcal i per la falta de formació. Així, s'hi promogueren xerrades i activitats orientades a la defensa dels drets de les dones i en favor de la seva participació en la vida pública. Després l'associació va quedar integrada al Centre Cívic de Sant Martí i es continua reunint.
La seva inquietud cultural i interès per la literatura van portar Ana Figuera a escriure i al 1996 va editar un recull dels seus textos –prosa i poesia- amb el títol de Sueños.
La Comissió Memòria i Gènere del Districte i l’Associació de veïns de Sant Martí van promoure un homenatge a la seva memòria –una iniciativa que va aplegar la voluntat de moltes entitats del barri, que li volien reconèixer i valorar la capacitat dinamitzadora que sempre va mostrar. Aquesta idea es va concretar el 2017 en la dedicatòria d’un espai públic, els jardins d’Ana Figuera, situats entre els carrers d’Andrade, de l’Agricultura, de Jordi Rubió i Balaguer i del Treball.
Figuera fou una de les homenatjades per l'Ajuntament de Barcelona en la campanya Ciutat de Dones, el març de 2023.